# Cirurgião-baiano
O cirurgião-baiano (Acanthurus bahianus), também conhecido como cirurgião-comum ou cirurgião-barbeiro, é uma espécie de peixe-cirurgião nativo do Oceano Atlântico Ocidental e Central, tendo sua localidade tipo o estado da Bahia, onde os primeiros exemplares foram coletados e descritos pelo naturalista francês François-Louis Laporte, comte de Castelnau (Francis de Laporte de Castelnau) em 1855.
Assim como outras espécies de peixes-cirurgião, possui um espinho no pedúnculo caudal, que utiliza para se proteger de predadores ou por defesa de território. É uma espécie predominante algivora, que se alimenta de algas, além de desempenhar o papel de peixe limpador, retirando parasitas de animais maiores. Também já foi observado juvenis se alimentando de algas que cresciam em carapaças de tartarugas-marinhas. Por se tratar de um peixe tropical recifal, é muito procurado por aquaristas, por desempenhar um papel de limpador e ajudar no controle de algas em aquários.
O cirurgião-baiano é nativo do Atlântico Ocidental e Central, sendo encontrado dês do norte até o sul de Santa Catarina, Brasil, para ilhas insulares, como Fernando de Noronha e Abrolhos. No Atlântico Central, são encontrados em Santa Helena e Ascensão, além de ser uma espécie invasora nas Ilhas Canárias, na costa da Espanha.